# SMS Markgraf (1913)
«Маркграф» (нем. SMS Markgraf) — немецкий дредноут, третий из четырёх линейных кораблей типа «Кёниг» (также «Кронпринц», «Кёниг» и «Гроссер Курфюрст») германских имперских ВМС, участвовавших в Первой мировой войне.

## Строительство
Линкор «Маркграф» был заложен в ноябре 1911 года и спущен на воду 4 июня 1913 года. Был введён в состав флота 1 октября 1914 года, через два месяца после начала Первой мировой войны.

## Служба
«Маркграф», как и три других однотипных линкора, участвовал во всех основных операциях Первой мировой войны, включая Ютландское сражение 31 мая — 1 июня 1916 года.
«Маркграф» был третьим судном в немецкой линии и принял активное участие в бою с британским Гранд Флитом. Во время боя «Маркграф» выдержал попадания пяти снарядов большого калибра с английских линкоров, а его команда понесла потери: 23 человека убитыми.
В октябре 1917 года, «Маркграф» принимал участие в Операции «Альбион», нападении на принадлежащие Российской республике острова в Рижском заливе. После успешного окончания операции подорвался на мине, совершая переход в Германию.
После поражения Германии и подписания перемирия в ноябре 1918 года «Маркграф», как и большинство крупных боевых кораблей Флота Открытого моря, был интернирован британским Королевским флотом в Скапа-Флоу. Суда были разоружены, их команды — сокращены.
21 июня 1919 года, незадолго до того, как Версальское соглашение было подписано, командующий интернированным флотом контр-адмирал Людвиг фон Ройтер отдал приказ о затоплении флота. При попытке англичан помешать затоплению девять немецких моряков погибли, включая капитана этого дредноута Шуманна. В отличие от большинства других затопленных судов, «Маркграф» никогда не поднимался и всё ещё находится на дне гавани Скапа-Флоу.